# Mojssiwka
Mojssiwka (ukrainisch Мойсівка; russisch Мойсевка Moissewka) ist ein Dorf im Nordosten der ukrainischen Oblast Tscherkassy mit etwa 500 Einwohnern (2016).

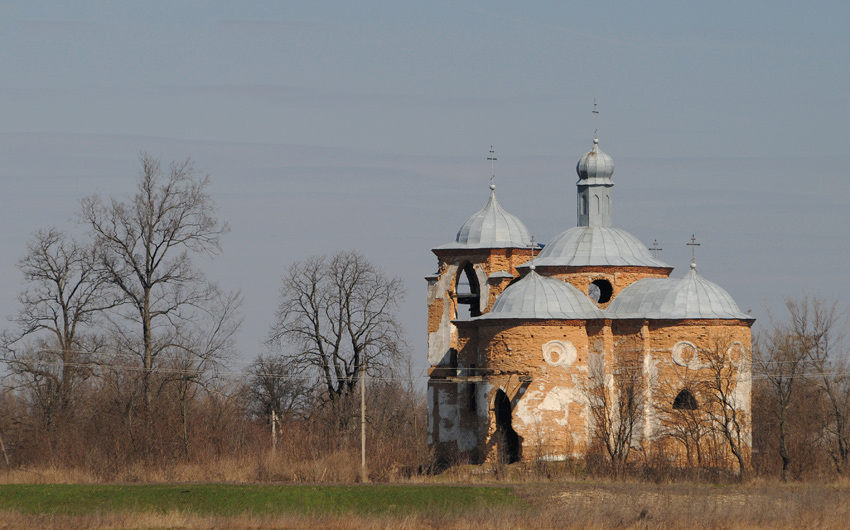
Ruine der Peter-und-Paul-Kirche von 1808

## Geografie
Das Gemeindezentrum Schramkiwka grenzt an den Norden des Ortsgebietes.
Mojssiwka liegt am linken Ufer des Tschumhak (Чумгак), einem 72 km langen, rechten Nebenfluss der Orschyzja (Оржиця) einem Zufluss der Sula. Mojssiwka befindet sich 25 km nördlich vom ehemaligen Rajonzentrum Drabiw und etwa 95 km nördlich vom Oblastzentrum Tscherkassy, nahe der Grenze zur Oblast Poltawa. Westlich vom Dorf verläuft die Territorialstraße T–24–09.

## Geschichte
Die erste Siedlung entstand im frühen siebzehnten Jahrhundert in der Woiwodschaft Kiew des Königreiches Polen-Litauen.
Die Ortschaft gehört seit den 1790er Jahren der Familie Wolchowski. Das Anwesen befand sich auf 2590 Hektar Land, es gab knapp über 300 Leibeigene aus Mojssiwka und den umliegenden Dörfern. Bis zum Jahr 1804 vollendete Wolchowski den Bau seines Palastes und 1808 entstand im Dorf die Peter-und-Paul-Kirche, von der heute nur noch eine Ruine erhalten ist.
Wolchowski veranstaltet jährlich am 12. Januar und 29. Juni, seinem und dem Geburtstag seiner Frau, im Dorf ein rauschende Fest, was dem Dorf den Beinamen Linksufriges Versailles  eintrug. Die Tochter, Tetjana Wilchiwska (Тетяна Густавівна Вільхівська) setzte nach dem Tod der Eltern diese Tradition fort, sodass der ukrainische Nationaldichter Taras Schewtschenko erstmals am 29. Juni 1843 das Fest besuchte und erneut im Januar der Jahre 1844 und 1846. Hier traf Schewtschenko, den Jewhen Hrebinka zum ersten Mal hergebracht hatte, Warwara Repnina-Wolkonskaja.
Ende des 19. Jahrhunderts sah sich die Familie Wolchowski gezwungen, ihr Land zu verkaufen und 1912 wurde der Ort Staatseigentum. In dem luxuriösen Anwesen wurden staatliche Institutionen und Wohnungen untergebracht.
Während des Russischen Bürgerkrieges wurde das Anwesen zerstört und in der Sowjetzeit wurde der Park umgepflügt. Lediglich die Kirche blieb erhalten und bis in die 1960er Jahre in Funktion, bevor sie dem Verfall preisgegeben wurde. Heute ist das verfallene Kirchengebäude ist ein Architekturdenkmal von nationaler Bedeutung.
2001 besaß das Dorf noch 640 Einwohner.
Am 12. Juni 2020 wurde das Dorf ein Teil der neugegründeten Landgemeinde Schramkiwka, bis dahin bildete es die gleichnamige Landratsgemeinde Mojssiwka (Мойсівська сільська рада/Mojssiwska silska rada) im Norden des Rajons Drabiw.
Am 17. Juli 2020 kam es im Zuge einer großen Rajonsreform zum Anschluss des Rajonsgebietes an den Rajon Solotonoscha.

## Söhne und Töchter der Ortschaft
- Mychajlo Maslo (Михайло Кирилович Масло; 1918–1984), ukrainisch-sowjetischer Lehrer, Dichter und Schriftsteller
- Iwan Danylenko (Іван Юхимович Даниленко; * 1937), Architekt, Held der Ukraine